# Limnophila (Limnophila) fundata
Limnophila (Limnophila) fundata is een tweevleugelige uit de familie steltmuggen (Limoniidae). De soort komt voor in het Australaziatisch gebied.